# Trinacional de la Sangha
La trinacional de la Sangha està situada a la conca nord-occidental del Congo, on es troben el Camerun, la República del Congo i la República Centreafricana; està registrada com a Patrimoni de la Humanitat des del 2012.
En formen part 3 parcs nacionals contigus, al Camerun el Parc Nacional de Lobéké, a la República Centreafricana el Parc Nacional Dzanga-Ndoki i a la República del Congo el Parc Nacional de Nouabalé-Ndoki, amb un total de 750.000 ha.
Una part molt important de la reserva no es troba afectada per l'activitat humana i té una àmplia gamma d'ecosistemes de boscos tropicals humits, amb una rica flora i fauna, incloent-hi el cocodril del Nil, i el peix tigre, que és un gran depredador. Hi habita també un nombrós grup d'elefants de les muntanyes, els goril·les occidentals de les terres baixes i els ximpanzés en perill d'extinció.
L'ambient del lloc ha conservat la continuïtat dels processos ecològics i evolutius a gran escala i de gran diversitat biològica, incloent-hi moltes espècies d'animals en perill d'extinció.